# Kyotographie
Kyotographie est un festival international d'expositions de photographies qui se tient annuellement à Kyoto. 
Sur plusieurs semaines d'avril à mai, il accueille des expositions et des événements dans de multiples lieux de Kyoto, qu'ils soient des bâtiments historiques, notamment des temples célèbres comme le Kiyomizu-dera, ou des immeubles modernes. Une grande attention est apportée à la scénographie des expositions,.
Il a commencé en 2013 sur une idée de la photographe Lucille Reyboz et de Yusuke Nakanishi, qui se sont installés à Kyoto après la catastrophe de Fukushima. Ils se sont inspirés des Rencontres de la photographie d'Arles
Le festival est accompagné d'un festival off, KG+, qui offre des bourses à des jeunes photographes sélectionnés par concours.
En 2023, le festival s'est ajouté une partie musicale, "Kyotophonie".

## Galerie

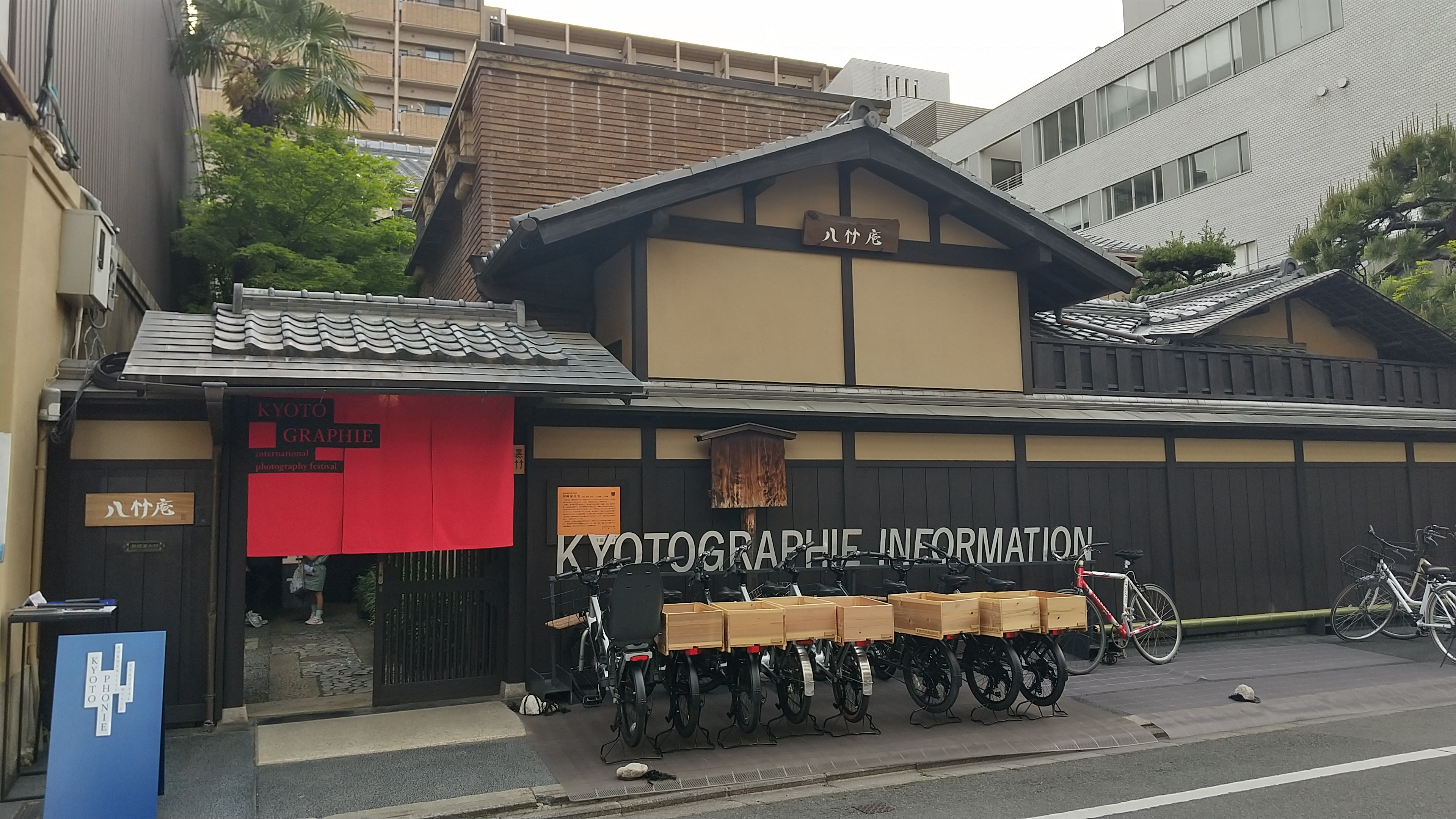
Centre d'information de Kyotographie 2023.
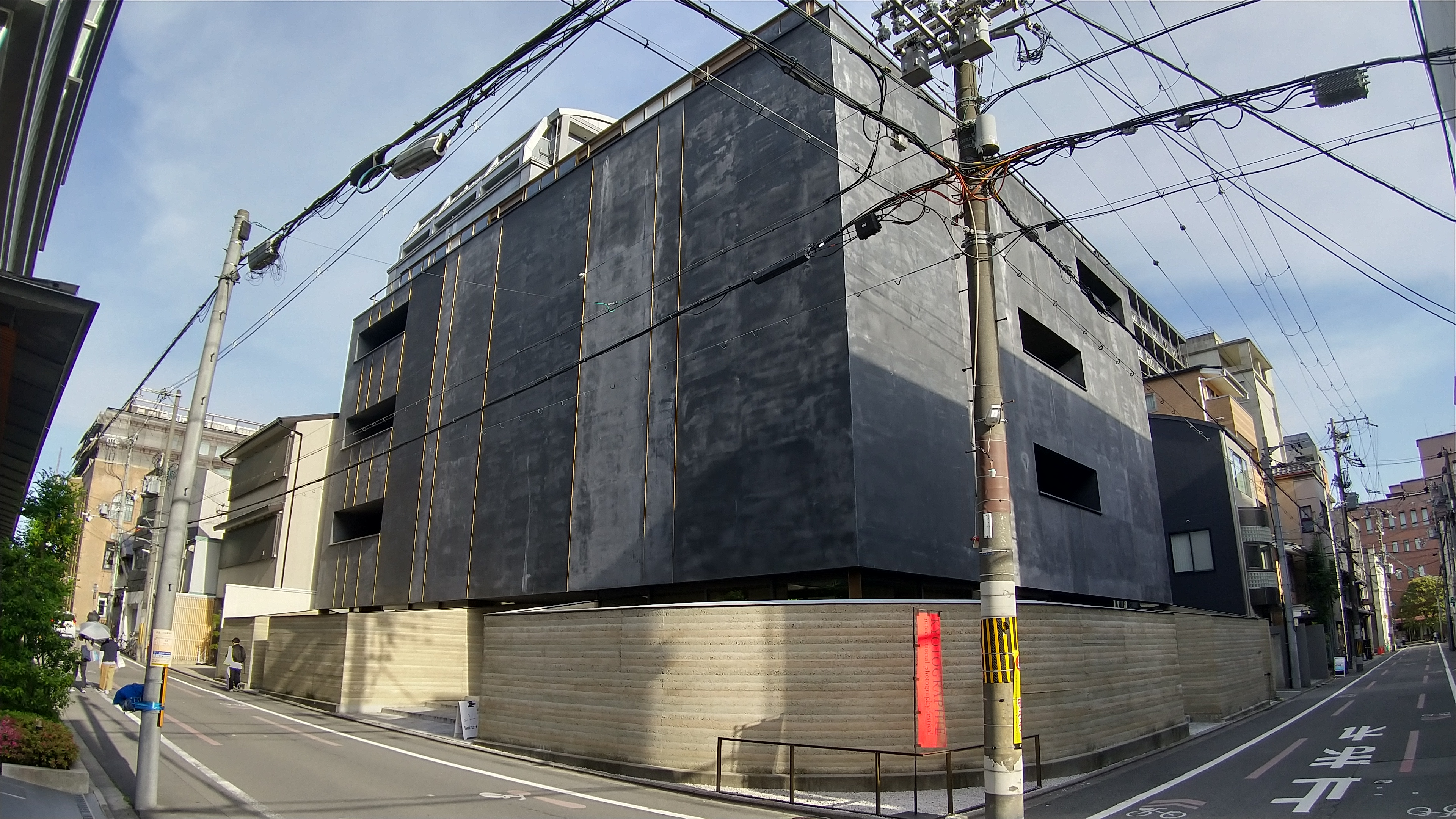
Hosoo Gallery, accueillant l'exposition de Gak Yamada, Kyotographie 2023.
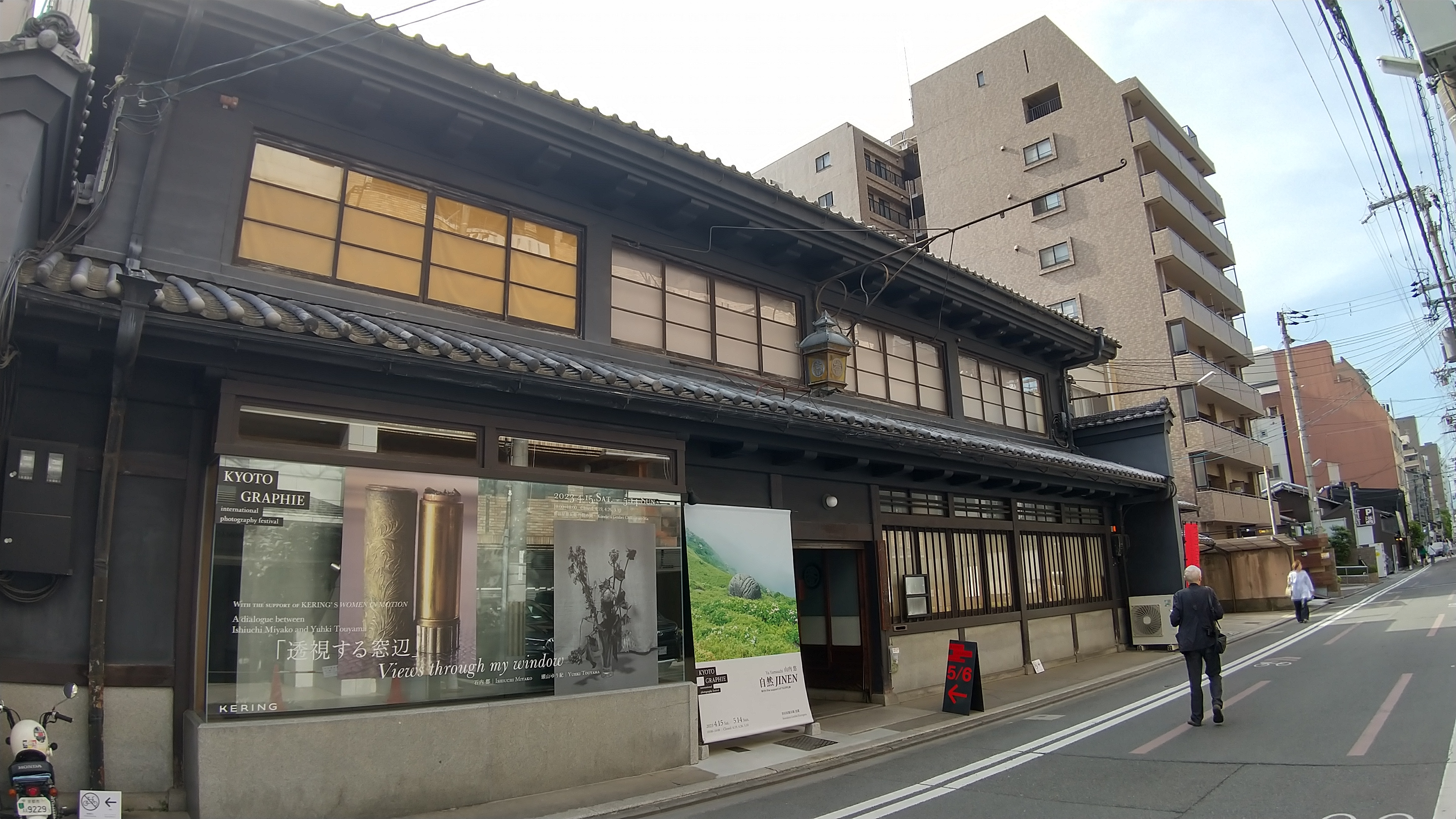
Kondaya Genbei (Chikuin-no-Ma) accueillant l'exposition de Ishiuchi Miyako et Yuhki Toyama, Kyotographie 2023.
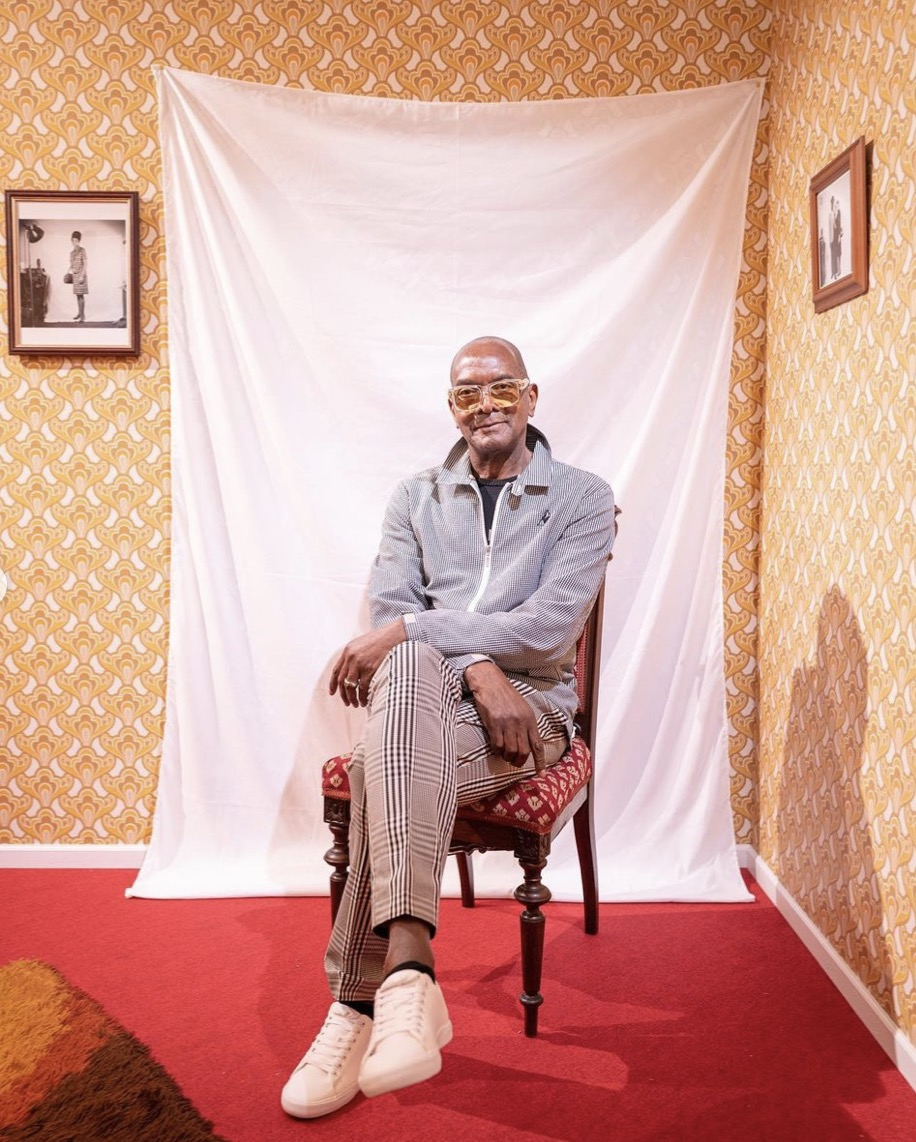
Dennis Morris lors de son exposition à Kyotographie en 2023.